# Balaenotus
Balaenotus és un gènere extint de cetacis de la família dels balènids que tingueren una distribució holàrtica marina entre el Pliocè inferior i el Plistocè inferior. Se n'han trobat restes fòssils a Bèlgica, els Estats Units, Itàlia, els Països Baixos, el Regne Unit i el Vaticà. Les espècies d'aquest grup eren balènids primitius que es diferencien de formes més modernes per l'absència de torsió anterior a la mandíbula i pel fet que l'atles no estava fusionat amb les altres vèrtebres cervicals.